# Konklawe 1534
Konklawe 11–13 października 1534 – konklawe, które odbyło się po śmierci Klemensa VII, zakończone wyborem Pawła III.

## Śmierć Klemensa VII
Papież Klemens VII zmarł 25 września 1534, pozostawiając Kościół katolicki w dramatycznej sytuacji. W Europie coraz więcej zwolenników zdobywał protestantyzm, który stał się oficjalną religią w Szwecji i wielu krajach niemieckich, spór z królem Anglii Henrykiem VIII doprowadził do schizmy anglikańskiej, narastało zagrożenie tureckie zwł. dla Węgier, a bardzo niezręczne lawirowanie w konflikcie króla Francji Franciszka I z cesarzem Karolem V doprowadziło do złupienia Rzymu podczas sacco di Roma w 1527. Jednocześnie Klemens nie podejmował w Kościele żadnych reform.

## Lista uczestników
W konklawe wzięło udział 35 z 46 żyjących kardynałów
- Alessandro Farnese (nominacja kardynalska 20 września 1493) – kardynał biskup Ostia e Velletri; dziekan Świętego Kolegium Kardynałów; biskup Parmy i Saint-Pons de Thomiers; archiprezbiter bazyliki laterańskiej; komendatariusz opactwa terytorialnego S. Cristoforo w Casteldurante
- Giovanni Piccolomini; Kardynał ze Sieny[2] (1 lipca 1517) – kardynał biskup Porto e Santa Rufina; administrator diecezji Aquila
- Giovanni Domenico de Cupis; Kardynał z Trani[2] (1 lipca 1517) – kardynał biskup Sabiny; komendatariusz kościoła prezbiterialnego S. Lorenzo in Lucina; biskup Nardò; administrator diecezji Trani, Macerata e Recanati, Adrii i Montepeloso
- Bonifacio Ferrero; Kardynał z Ivrei[2] (1 lipca 1517) – kardynał biskup Palestriny; komendatariusz opactwa terytorialnego Chiusa di S. Michele
- Lorenzo Campeggio (1 lipca 1517) – kardynał biskup Albano; prefekt Trybunału Sygnatury Sprawiedliwości; administrator diecezji Salisbury i Parenzy oraz archidiecezji Krety; protektor Rzeszy Niemieckiej i Anglii
- Matthäus Lang von Wellenburg; Kardynał z Salzburga[2] (10 marca 1511) – kardynał prezbiter S. Angelo in Pescheria; protoprezbiter Świętego Kolegium Kardynałów; arcybiskup Salzburga i prymas Niemiec; biskup Cartageny
- Louis de Bourbon de Vendôme; Kardynał de Bourbon[2] (1 lipca 1517) – kardynał prezbiter S. Sabina; biskup Laon; administrator diecezji Le Mans
- Benedetto Accolti; Kardynał z Rawenny[2] (3 maja 1527) – kardynał prezbiter S. Eusebio; arcybiskup Rawenny; administrator diecezji Cremony, Policastro i Bovino; protektor Szkocji
- Agostino Spinola; Kardynał z Perugii[2] (3 maja 1527) – kardynał prezbiter S. Apollinare; kamerling Świętego Kościoła Rzymskiego; administrator diecezji Savony
- Marino Grimani (3 maja 1527) – kardynał prezbiter S. Marcello; administrator diecezji Cenedy, Concordii i Città di Castello
- Antonio Sanseverino OSIoHieros (21 listopada 1527) – kardynał prezbiter S. Maria in Trastevere; arcybiskup Tarentu
- Gianvincenzo Carafa; Kardynał z Neapolu[2] (21 listopada 1527) – kardynał prezbiter S. Pudenziana; administrator diecezji Anglony
- Andrea Matteo Palmieri; Kardynał z Acerenzy[2] (21 listopada 1527) – kardynał prezbiter S. Clemente; administrator diecezji Lucery; kamerling Świętego Kolegium Kardynałów
- Francisco de los Ángeles Quiñones OFMObs; Kardynał S. Croce[2] (7 grudnia 1527) – kardynał prezbiter S. Croce in Gerusalemme
- Francesco Cornaro (20 grudnia 1527) – kardynał prezbiter S. Ciriaco e Ss. Quirico e Giulitta; archiprezbiter bazyliki watykańskiej
- François de Tournon CRSAnt (9 marca 1530) – kardynał prezbiter Ss. Marcellino e Pietro; arcybiskup Bourges
- Bernhard von Cles; Kardynał z Trydentu[2] (9 marca 1530) – kardynał prezbiter S. Stefano al Monte Celio; biskup Trydentu; przewodniczący Tajnej Rady Cesarstwa
- Antonio Pucci; Kardynał z Pistoi[2] (22 września 1531) – kardynał prezbiter Ss. IV Coronati; penitencjariusz większy; biskup Pistoi i Vannes; protektor Polski i Portugalii
- Esteban Gabriel Merino; Kardynał z Jaén[2] (21 lutego 1533) – kardynał prezbiter Ss. Giovanni e Paolo; patriarcha Indii Zachodnich; biskup Jaén
- Jean Le Veneur (7 listopada 1533) – kardynał prezbiter S. Bartolomeo all’Isola; biskup Lisieux
- Philippe de la Chambre; Kardynał z Boulogne[2] (7 listopada 1533) – kardynał prezbiter Ss. Martino e Silvestro ai Monti; komendatariusz opactwa terytorialnego Saint-Pierre-de-Corbie
- Innocenzo Cibo (23 września 1513) – kardynał diakon S. Maria in Domnica; protodiakon Świętego Kolegium Kardynałów; arcybiskup Genui; administrator archidiecezji Turynu; legat apostolski w Bolonii
- Paolo Emilio Cesi (1 lipca 1517) – kardynał diakon S. Eustachio; administrator diecezji Orte e Civita Castellana; archiprezbiter bazyliki liberiańskiej; prefekt Trybunału Sygnatury Łaski
- Alessandro Cesarini (1 lipca 1517) – kardynał diakon S. Maria in Via Lata; administrator diecezji Pampeluny i Gerace oraz archidiecezji Otranto; protektor zakonu joannitów
- Giovanni Salviati (1 lipca 1517) – kardynał diakon Ss. Cosma e Damiano; administrator archidiecezji Santa Severina oraz diecezji Ferrary, Teano i Bitetto; protektor Austrii; legat apostolski w Galii Cispadańskiej
- Nicolò Ridolfi (1 lipca 1517) – kardynał diakon S. Maria in Cosmedin; administrator diecezji Vicenzy i Imoli oraz archidiecezji Salerno; komendatariusz opactwa terytorialnego S. Genesio w Brescello
- Agostino Trivulzio (1 lipca 1517) – kardynał diakon S. Adriano; administrator diecezji Tulon i Bayeux; protektor Francji; komendatariusz opactwa terytorialnego St. Victor de Marseille
- Francesco Pisani (1 lipca 1517) – kardynał diakon S. Marco; komendatariusz diakonii S. Maria in Portico i S. Agata in Suburba; biskup Padwy; administrator diecezji Treviso i Cittànova
- Jean de Lorraine; Kardynał z Metzu[2] (28 maja 1518) – kardynał diakon S. Onofrio; biskup Metz; administrator archidiecezji Narbonne i Reims oraz diecezji Verdun; komendatariusz opactwa terytorialnego Cluny
- Ercole Gonzaga; Kardynał z Mantui[2] (3 maja 1527) – kardynał diakon S. Maria Nuova; biskup Mantui; gubernator Tivoli; protektor Hiszpanii
- Girolamo Grimaldi (21 listopada 1527) – kardynał diakon S. Giorgio in Velabro; administrator archidiecezji Bari oraz diecezji Brugnato i Venafro
- Niccolò Gaddi (3 maja 1527) – kardynał diakon S. Teodoro; biskup Fermo; administrator archidiecezji Cosenzy i diecezji Sarlat
- Girolamo Doria (styczeń 1529) – kardynał diakon S. Tommaso in Parione; administrator diecezji Noli i archidiecezji Tarragony
- Ippolito de’ Medici (10 stycznia 1529) – kardynał diakon S. Lorenzo in Damaso; wicekanclerz Świętego Kościoła Rzymskiego; administrator archidiecezji Awinionu i Monreale oraz diecezji Lecce; komendatariusz opactwa terytorialnego Tre Fontane; legat apostolski w Marchii Ankońskiej i Umbrii
- Odet de Coligny de Châtillon (7 listopada 1533) – kardynał diakon Ss. Sergio e Bacco; administrator archidiecezji Tuluzy

Dwudziestu elektorów mianował Klemens VII, trzynastu – Leon X, a po jednym – Juliusz II i Aleksander VI.

### Nieobecni
11 kardynałów było nieobecnych:
- François Guillaume de Clermont; Kardynał z Clermont[2] (29 listopada 1503) – kardynał biskup Tusculum; subdziekan Świętego Kolegium Kardynałów; arcybiskup Auch; biskup Agde; legat apostolski w Awinionie
- Albrecht von Brandenburg; Kardynał z Moguncji[2] (24 marca 1518) – kardynał prezbiter S. Pietro in Vincoli; arcybiskup-elektor Moguncji; arcybiskup Magdeburga; administrator diecezji Halberstadt
- Eberhard von der Mark; Kardynał z Liège[2] (9 sierpnia 1521) – kardynał prezbiter S. Crisogono; biskup Liège; administrator archidiecezji Walencji
- Antoine du Prat; Kardynał z Sens[2] (3 maja 1527) – kardynał prezbiter S. Anastasia; arcybiskup Sens; administrator archidiecezji Albi i diecezji Meaux; kanclerz królestwa Francji
- Louis de Gorrevod; Kardynał z Saint-Jean de Maurienne[2] (9 marca 1530) – kardynał prezbiter S. Cesareo in Palatio; biskup Bourg-en-Bresse; legat papieski w Sabaudii
- Juan García de Loaysa OP; Kardynał z Osmy[2] (9 marca 1530) – kardynał prezbiter S. Anastasia; biskup Sigüenzy; przewodniczący Rady Indii
- Íñigo López de Mendoza y Zúñiga; Kardynał z Burgos[2] (9 marca 1530) – kardynał prezbiter S. Nicola in Carcere Tulliano; biskup Burgos
- Alfonso Manrique de Lara y Solís; Kardynał z Sewilli[2] (22 lutego 1531) – kardynał prezbiter Ss. XII Apostoli; arcybiskup Sewilli; wielki inkwizytor Hiszpanii
- Juan Pardo de Tavera; Kardynał z Toledo[2] (22 lutego 1531) – kardynał prezbiter S. Giovanni a Porta Latina; arcybiskup Toledo i prymas Hiszpanii; przewodniczący Rady Królewskiej Hiszpanii
- Claude de Longwy de Givry; Kardynał z Langres[2] (7 listopada 1533) – kardynał prezbiter S. Agnese in Agone; administrator diecezji Poitiers i Langres
- Afonso de Portugal; Kardynał z Portugalii[2] (1 lipca 1517) – kardynał diakon S. Lucia in Septisolio; arcybiskup Lizbony i Evory

Siedmiu mianował Klemens VII, trzech Leon X, a jednego Juliusz II.

## Frakcje
W Świętym Kolegium wyróżniano trzy frakcje:
- Medycejska – Medici, Pucci, Salviati, Ridolfi, Cibo, Spinola, Grimaldi, Cupis, Cesi
- Francuska – Lorraine, Tournon, Vendome, Veneur, Chambre, Coligny, Gaddi, Trivulzio, Sanseverino, Pisani
- Cesarska – Merino, Quinones, Lang, Cles, Piccolomini, Cesarini, Carafa, Palmieri, Gonzaga, Doria, Campeggio, Accolti

Kardynałowie Farnese, Ferreri, Cornaro i Grimani byli uważani za neutralnych.

## Konklawe
Konklawe 1534 było jednym z najkrótszych w historii. Mimo podziałów od początku zdecydowanym faworytem był kardynał biskup Ostii Alessandro Farnese, należący do Świętego Kolegium od 41 lat. Miał on oficjalne poparcie frakcji profrancuskiej, ale pozostałe dwie partie także skłaniały się ku niemu. Na jego korzyść przemawiał zaawansowany wiek (66 lat), w związku z czym nawet kardynałowie nie do końca przekonani do jego kandydatury lub samemu mający ambicje papieskie (np. kardynał Trivulzio) byli skłonni go poprzeć, licząc na pontyfikat „przejściowy”. Konklawe rozpoczęło się 11 października i już następnego dnia rano wybór Farnese był przesądzony. Nie sporządzono nawet tekstu kapitulacji wyborczej. Formalne głosowanie odbyło się rankiem 13 października i Alessandro Farnese został w nim wybrany jednogłośnie na papieża, przybierając imię Paweł III. 3 listopada odbyła się uroczysta inauguracja jego pontyfikatu.

## Uzupełniające źródła internetowe
- Sede Vacante 1534